# Берег (артилерійський комплекс)
А-222 «Берег» — радянський та російський береговий самохідний артилерійський комплекс (артилерійська система берегової оборони) калібру 130 мм, що призначений для ураження малих та середніх надводних кораблів, у тому числі швидкохідних, зі швидкістю до 100 вузлів (до 180 км/год), на безпосередніх підступах до узбережжя — у припливних зонах, острівних та шхерних районах, а також для ураження наземних цілей. Радіус виявлення цілей до 30 км, радіус ураження до 23 км.

## Історія
Розробка самохідної артилерійської установки (САУ) розпочалась в ОКБ-2 (підрозділ заводу «Барикади») в 1976 році, а в 1980 році технічну документацію на новий 130-мм береговий самохідний АК А-222 «Берег» була передана на виробництво.
У 1988 році було виготовлено перший дослідний зразок артилерійської установки, який був відправлений на випробування. І на озброєння  прийнята в 1996 році. 
Перший серійний комплекс було поставлено лише в 2003 році.

## Склад
До складу комплексу «Берег» входить: від чотирьох до шести самохідних артилерійських установок (САУ) калібру 130 мм, мобільний центральний пост із системою управління МР-195, а також одна-дві машини забезпечення бойового чергування, що мають джерела енергії (два агрегати по 30 кВт), міні-їдальню, різне допоміжне обладнання, та мають по одній 7,62-мм баштовій кулеметній установці. Для всіх машин за базу прийнято автомобіль підвищеної прохідності МАЗ-543М з колісною формулою 8×8.
Обчислювальна система (СУВ) коригує цілевказання САУ в автоматичному режимі.

## Характеристики
Універсальність по цілях і боєприпасах, можливість роботи в будь-яких режимах, аж до повністю автоматичних.

## Застосовувані постріли
| Номенклатура боєприпасів |                |                  |             |                   |                 |                                  |                                    |
| Індекс пострілу          | Індекс снаряду | Маса снаряду, кг | Маса ВР, кг | Маса пострілу, кг | Марка підривача | Початкова швидкість снаряда, м/с | Максимальна дальність стрільби, км |
| Зенітні                  |                |                  |             |                   |                 |                                  |                                    |
| А3-УЗС-44                | А3-ЗС-44       | 33,4             | 3,56        | 52,8              | ДВМ-60М1        | 850                              | 23                                 |
| А3-УЗС-44Р               | А3-ЗС-44       | 33,4             | 3,56        | 52,8              | АР-32           | 850                              | 23                                 |
| Фугасні                  |                |                  |             |                   |                 |                                  |                                    |
| А3-УФ-44                 | А3-Ф-44        | 33,4             | 3,55        | 52,8              | 4МРМ            | 850                              | 23                                 |
| Учбові                   |                |                  |             |                   |                 |                                  |                                    |
| А3-УЧ-44                 | —              | —                | —           | 54,1              | —               | —                                | —                                  |
| А3-УЖР-44                | —              | —                | —           | 19,2              | —               | —                                | —                                  |

## На озброєнні
- Росія — 36 одиниць на озброєнні, станом на 2025 рік.[5]